# Пэулешть
Пэулешты (рум. Păulești, Паулешты) — село в Каларашском районе Молдавии. Относится к сёлам, не образующим коммуну.

## География
Село расположено на высоте 177 метров над уровнем моря.

## Население
По данным переписи населения 2004 года, в селе Пэулешть проживает 1015 человек (503 мужчины, 512 женщины).
Этнический состав села:
| Национальность | Число жителей | Процентный состав |
| -------------- | ------------- | ----------------- |
| молдаване      | 1002          | 98.72             |
| русские        | 5             | 0.49              |
| румыны         | 5             | 0.49              |
| украинцы       | 3             | 0.3               |
| Всего          | 1015          | 100 %             |